# 城巴5號線
城巴5號線是一條已取消的香港島日間巴士路線，取消前來往摩星嶺及銅鑼灣（威非路道），途經堅尼地城、石塘咀、上環、中環、金鐘、灣仔、銅鑼灣及大坑。

## 歷史
- 1928年：路線投入服務，由香港大酒店經營，來往銅鑼灣至石塘咀。
- 1933年6月11日：路線改由中華巴士經營，並命名為5號線，來往大坑至堅尼地城。
- 二次大戰時路線暫停服務。
- 1946年4月：路線重投服務，但只往來中環皇家碼頭至大坑。
- 1946年5月13日：路線由中環皇家碼頭延長至中環統一碼頭。
- 1946年7月6日：路線由中環統一碼頭延長至水坑口。
- 1948年11月1日：路線由水坑口再度延長至堅尼地城。
- 1962年4月16日：路線服務時間延長至凌晨2時。
- 1962年7月：路線往大坑方向繞經跑馬地。
- 1973年4月10日：路線由大坑延長至銅鑼灣裁判司署。
- 1980年5月1日：路線由堅尼地城縮短至西營盤正街，並只於上午及黃昏繁忙時間提供服務。
- 1982年1月8日：路線由銅鑼灣裁判司署延長至銅鑼灣（威非路道）。
- 1993年9月1日：路線由城巴接辦。
- 1996年12月9日：路線由西營盤正街再延長至堅尼地城，但早上班次仍以西營盤正街作總站。
- 1997年1月20日：路線每日提供服務，假日所有班次以堅尼地城作總站。
- 1999年8月22日：路線所有班次均以堅尼地城作總站。
- 2004年5月31日：路線由堅尼地城延長至摩星嶺[1]。
- 2015年5月10日：西港島綫通車後客量大跌而取消服務，由城巴1號線延長至摩星嶺、城巴10線及過海隧道巴士914線取代。

## 服務時間及班次
以下資料以取消前為準
| 摩星嶺開 | 摩星嶺開    | 摩星嶺開     | 銅鑼灣（威非路道）開 | 銅鑼灣（威非路道）開 | 銅鑼灣（威非路道）開 |
| 日期     | 服務時間    | 班次（分鐘） | 日期                 | 服務時間             | 班次（分鐘）         |
| -------- | ----------- | ------------ | -------------------- | -------------------- | -------------------- |
| 每日     | 05:55-23:15 | 20           | 每日                 | 06:00-00:00          | 20                   |

## 收費
全程：$3.4
| - 本線設有12歲以下小童及65歲或以上長者半價優惠。 - 65歲或以上香港居民使用「樂悠咭」，以及12歲以下合資格殘疾兒童使用「殘疾人士身份」個人八達通繳付車資，均可享有每程$2.0或半價（以較低者為準）的票價優惠；12至64歲合資格殘疾人士使用「殘疾人士身份」個人八達通（包括「樂悠咭」），以及60至64歲香港居民使用「樂悠咭」繳付車資，均可享有每程$2.0或全費（以較低者為準）的票價優惠。 - 65歲或以上長者如使用長者或一般個人八達通繳付車資，則只可享有半價優惠；12至64歲合資格殘疾人士如不使用「殘疾人士身份」個人八達通，以及60至64歲人士如不使用「樂悠咭」繳付車資，必須繳付全費。 - 乘客可以現金或八達通於上車時付款，不設找續。 - 每位成人乘客可免費攜帶最多兩名4歲以下而不佔座位的兒童乘客乘車，超額之4歲以下小童必須繳付小童車費乘車。 - 九龍巴士、城巴及龍運巴士全職員工及家屬（不包括外判職員）可免費乘搭本路線，惟必須拍職員或職員家屬八達通。 - 乘客亦可使用AlipayHK「易乘碼」、支付寶、WeChatHK／微信支付「搭車碼」、銀聯雲閃付「乘車碼」及BOC Pay「乘車碼」、具有感應式支付功能的VISA、Mastercard及銀聯卡，以及Apple Pay、Google Pay及Samsung Pay流動支付平台繳付車資。使用此支付方式的乘客可享有中途下車之分段收費，以及與其他城巴獨營路線或聯營線城巴班次之轉乘優惠，惟不適用於與非城巴路線之轉乘優惠。乘客亦不能享有「公共交通費用補貼計劃」及「長者及合資格殘疾人士公共交通票價優惠計劃」。 |

### 八達通轉乘優惠
乘客登上本線後指定時間內以同一張八達通卡轉乘以下路線，或從以下路線登車後指定時間內以同一張八達通卡轉乘本線，次程可獲車資折扣優惠：
5←→1、5S、10，次程車資全免，轉乘時限為90分鐘
- 5往銅鑼灣 → 1往跑馬地、5S往伊利沙伯體育館或10往北角碼頭
- 5S往西營盤、1或10往堅尼地城 → 5往摩星嶺

5←→8X、19，轉乘時限為90分鐘
- 5往銅鑼灣 → 8X或19往小西灣，次程可獲$2折扣優惠
- 8X或19往跑馬地 → 5往摩星嶺，次程車資全免

5←→12，次程可獲$2.7折扣優惠，轉乘時限為90分鐘
- 5往摩星嶺 → 12往羅便臣道
- 12往中環 → 5往銅鑼灣

5←→西隧及機場路線
- 5任何方向 → 930/930A往荃灣或E11往機場，次程可獲$1.5折扣優惠，轉乘時限為60分鐘
- 930/930A往灣仔 → 5任何方向，次程可獲$1.5折扣優惠，轉乘時限為90分鐘
- E11往天站 →  5任何方向，次程可獲$1.5折扣優惠，轉乘時限為120分鐘
- 5任何方向 → 962/962B/962X、967、969/969A/969B往新界或A12往機場，回贈首程車資，轉乘時限為60分鐘
- 962/962A/962B/962P/962S/962X、967、969/969A/969B → 5任何方向，次程車資全免，轉乘時限為120分鐘
- A12往小西灣 → 5往銅鑼灣，次程車資全免，轉乘時限為120分鐘

## 使用車輛
本線取消前用車8輛，主要使用富豪奧林比安12米（324-329、5XX、6XX）及亞歷山大丹尼士Enviro 500 12米（81XX-84XX）行走。

## 行車路線
摩星嶺開經：域多利道、加多近街、吉席街、堅彌地城海旁、德輔道西、干諾道西、干諾道中、急庇利街、德輔道中、遮打道、美利道、金鐘道、軒尼詩道、怡和街、高士威道、興發街、歌頓道、電氣道及威非路道。
逢星期日及公眾假期往銅鑼灣的班次不經斜體字之路段，改經歷山大廈至遮打花園的一段德輔道中後返回原有路線。
銅鑼灣（威非路道）開經：威非路道、興發街、歌頓道、電氣道、帆船街、銀幕街、琉璃街、英皇道、銅鑼灣道、摩頓臺、高士威道、伊榮街、邊寧頓街、怡和街、軒尼詩道、金鐘道、德輔道中、域多利皇后街、皇后大道中、皇后大道西、卑路乍街及域多利道。

### 沿線車站
| 摩星嶺開 | 摩星嶺開           | 摩星嶺開                   | 銅鑼灣（威非路道）開 | 銅鑼灣（威非路道）開 | 銅鑼灣（威非路道）開       |
| 序號     | 車站名稱           | 位置                       | 序號                 | 車站名稱             | 位置                       |
| -------- | ------------------ | -------------------------- | -------------------- | -------------------- | -------------------------- |
| 1        | 摩星嶺             | 摩星嶺巴士總站             | 1                    | 銅鑼灣（威非路道）   | 銅鑼灣（威非路道）巴士總站 |
| 2        | 摩星嶺徑           | 域多利道                   | 2                    | 帆船街               | 帆船街                     |
| 3        | 明愛賽馬會宿舍     | 域多利道                   | 3                    | 皇仁書院             | 銅鑼灣道                   |
| 4        | 港島西廢物轉運站   | 域多利道                   | 4                    | 中華游樂會           | 銅鑼灣道                   |
| 5        | 西寧街             | 域多利道                   | 5                    | 香港中央圖書館       | 摩頓臺                     |
| 6        | 西市街             | 域多利道                   | 6                    | 怡和街               | 怡和街                     |
| 7        | 爹核士街           | 吉席街                     | 7                    | 堅拿道東             | 軒尼詩道                   |
| 8        | 卑路乍灣公園       | 堅彌地城海旁               | 8                    | 天樂里               | 軒尼詩道                   |
| 9        | 歌連臣街           | 堅彌地城海旁               | 9                    | 廣生行大廈           | 軒尼詩道                   |
| 10       |                    | 德輔道西                   | 10                   | 修頓球場             | 軒尼詩道                   |
| 11       | 山道               | 德輔道西                   | 11                   | 晏頓街               | 軒尼詩道                   |
| 12       | 嘉安街             | 德輔道西                   | 12                   | 太古廣場             | 金鐘道                     |
| 13       | 西區警署           | 德輔道西                   | 13                   | 中銀大廈             | 金鐘道                     |
| 14       | 正街               | 德輔道西                   | 14                   | 置地廣場             | 德輔道中                   |
| 15       | 東邊街             | 德輔道西                   | 15                   | 中環街市             | 域多利皇后街               |
| 16       | 修打蘭街           | 德輔道西                   | 16                   | 威靈頓街             |                            |
| 17       | 永安中心           | 德輔道中                   | 17                   | 荷李活華庭           |                            |
| 18       | 恒生銀行總行       | 德輔道中                   | 18                   | 上環文娛中心         | 皇大道中                   |
| 19*      | 皇后像廣場           | 遮打道                     | 19                   | 帝華庭               | 皇大道中                   |
| 20*      | 美利道             | 美利道                     | 20                   | 修打蘭街             | 皇大道中                   |
| ^        | 歷山大廈           | 德輔道中                   | 21                   | 東邊街               | 皇大道中                   |
| ^        | 遮打花園           | 德輔道中                   | 22                   | 正街                 | 皇大道中                   |
| 21       | 金鐘站             | 金鐘道                     | 23                   | 西邊街               | 皇大道中                   |
| 22       | 盧押道             | 軒尼詩道                   | 24                   | 朝光街               | 皇大道中                   |
| 23       | 史釗域道           | 軒尼詩道                   | 25                   | 石塘咀市政大廈       | 皇大道中                   |
| 24       | 杜老誌道           | 軒尼詩道                   | 26                   | 石塘咀               | 皇大道中                   |
| 25       | 崇光百貨           | 軒尼詩道                   | 27                   | 西寶城               | 卑路乍街                   |
| 26       | 維多利亞公園       | 高士威道                   | 28                   | 山市街               | 卑路乍街                   |
| 27       | 興發街             | 興發街                     | 29                   | 聯邦新樓             | 卑路乍街                   |
| 28       | 銅鑼灣（威非路道） | 銅鑼灣（威非路道）巴士總站 | 30                   | 加惠民道             | 卑路乍街                   |
|          |                    |                            | 31                   | 西寧閣               | 域多利道                   |
| 32       | 港島西廢物轉運站   |                            |                      |                      | 域多利道                   |
| 33       | 明愛賽馬會宿舍     |                            |                      |                      | 域多利道                   |
| 34       | 摩星嶺徑           |                            |                      |                      | 域多利道                   |
| 35       | 摩星嶺             | 摩星嶺巴士總站             |                      |                      |                            |

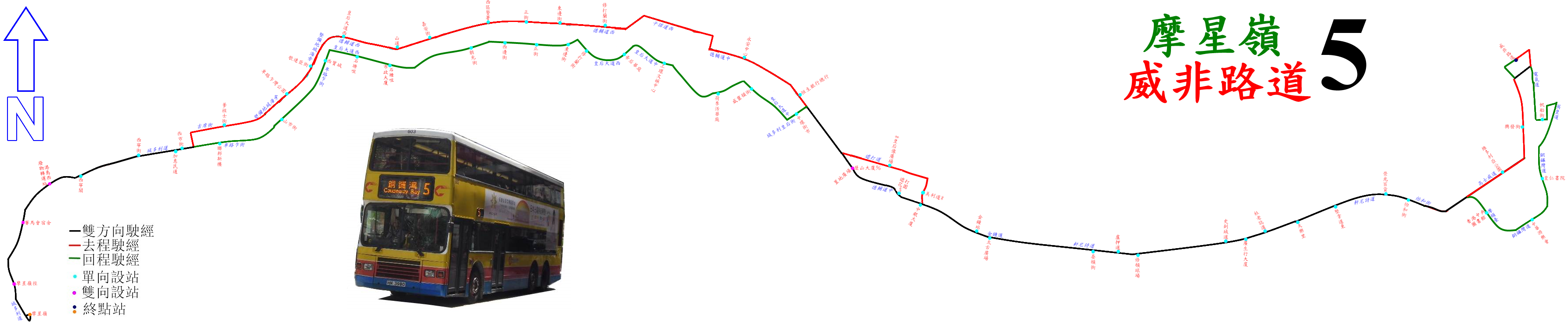
本線的走線圖

- 逢星期日及公眾假期不停有 * 號之車站，改停有 ^ 號之車站。

## 分支路線
在取消前，5號線是城巴有較多分支的路線，包括有：
- 5B（共有兩代；目前是來往銅鑼灣及堅尼地城的皇牌路線）
- 5C（晨早巴士服務，輔助5號及5B號線，已於2015年5月10日停辦）
- 5P（晨早特快巴士服務，不經上環、中環及金鐘，經四號幹線直達灣仔，已於2015年5月10日停辦）
- 5S（晨早巴士服務，輔助10號線，已於2015年5月10日停辦）
- 5X（由2008年8月18日起重組成特快路線，棄干諾道中而取道四號幹線）